# УАНЛ Тигрес
«Ти́грес де ла Универсида́д Ауто́нома де Нуэ́во-Лео́н» (исп. Club de Fútbol Tigres de la Universidad Autónoma de Nuevo León), также «Тигрес УАНЛ» или «Тигрес» — мексиканский профессиональный футбольный клуб из города Монтеррей, штата Нуэво-Леон. Аббревиатура «УАНЛ» происходит от названия владельца клуба — Автономного университета Нуэво Леона (исп. Universidad Autónoma de Nuevo León, «Универсида́д Ауто́нома де Нуэ́во-Лео́н»).

## История
Первой спортивной командой Университета был клуб по американскому футболу с прозвищем «Cachorros» («Щенки»). В 1947 году «Качоррос» обыграли принципиального соперника, «Чёрных Котов» (Black Cats), до того непобедимого, и один из журналистов издания «El Norte» написал, что в этом матче «щенки» скорее походили на тигров. Прозвище прижилось. С тех пор все профессиональные команды университета, в том числе появившаяся 7 марта 1960 года команда по футболу, носят прозвище «Тигрес» («Тигры»).
В 1967 году команда получила собственный стадион, на котором выступает поныне — «Университарио». Стадион расположен в Сан-Николас-де-лос-Гарса, пригороде Монтеррея, на территории кампуса Автономного университета Нуэво-Леона. На нём проходили некоторые матчи чемпионата мира по футболу 1986 года.
В 1974 году «УАНЛ Тигрес» пробились в высший дивизион чемпионата Мексики.
В 1976 и 1978 годах «Тигрес» становился первым среди всех клубов штата, которому удавалось выиграть общемексиканские Кубок и Чемпионат соответственно. Ещё два года спустя «Тигрес» в драматичной борьбе уступили в финале чемпионата «Крус Асулю». Завершился первый «Золотой период» в истории команды в 1982 году, когда был завоёван второй титул чемпионов Мексики.
В середине 1990-х годов команда испытала серьёзные финансовые затруднения и опустилась во второй по уровню дивизион страны — Примеру А.
С начала 2000-х годов «Тигрес» планомерно восстанавливали пошатнувшиеся позиции. Дважды команда становилась вице-чемпионом страны, дважды была выиграна Интерлига — турнир, дающий право мексиканским командам выступить в Кубке Либертадорес, в одном из важнейшем мировом клубном турнире.
В 2006 году генеральный спонсор команды Cemex в честь своего 100-летия организовал товарищеский матч «Тигрес» и испанской «Барселоны». Европейские гости выиграли со счётом 3:0.
В конце 2008 года Cemex объявила, что из-за кризиса может прекратить спонсировать команду, однако в начале 2009 года было объявлено, что финансирование может продолжиться из-за исключительной значимости «Тигрес» в своём городе и регионе.
В сезоне 2015 «Тигрес» смогли выйти в финал Кубка Либертадорес, где в первом матче сыграли вничью с «Ривер Плейтом» 0:0, а затем проиграли со счётом 0:3.
22 декабря 2020 года команда выиграла Лигу чемпионов КОНКАКАФ, обыграв в финале американскую команду «Лос-Анджелес» со счётом 2:1. 7 февраля 2021 года в полуфинале Клубного чемпионата мира обыграли бразильский «Палмейрас», впервые в истории выйдя в финал этого турнира, где уступили мюнхенской «Баварии» (0:1).

### Галерея
- Логотип клуба с 2002 по 2012

## Достижения
- Чемпион Мексики (8): 1977/78, 1981/82, Ап. 2011, Ап. 2015, Ап. 2016, Ап. 2017, Кл. 2019, Кл. 2023
- Вице-чемпион Мексики (5): 1979/80, Зим. 2001, Ап. 2003, Ап. 2014, Кл. 2017
- Обладатель Кубка Мексики (3): 1975/76, 1995/96, Клаусура 2014
- Финалист Кубка Мексики (1): 1989/90
- Обладатель Суперкубка чемпионов (3): 2016, 2017, 2018
- Победитель второго дивизиона Мексики (3): 1973/74, Лето 1996, Зима 1997
- Чемпион Североамериканской суперлиги (1): 2009
- Финалист Кубка Либертадорес (1): 2015
- Победитель Лиги чемпионов КОНКАКАФ (1): 2020
- Финалист Лиги чемпионов КОНКАКАФ (3): 2015/16, 2016/17, 2019
- Финалист Клубного чемпионата мира (1): 2020
- Обладатель Кубка чемпионов Америки (1): 2018

## Соперники
- «Монтеррей» — Класико Рехиомонтано — противостояние двух клубов города Монтеррей («рехиомонтано» — название жителей Монтеррея).
- «УНАМ Пумас» (Мехико) — Класико Университетов — команды представляют одни из самых престижных университетов страны.
- «Крус Асуль» (Мехико) — Цементное Класико — «Крус Асуль» был основан цементной компанией, а генеральный спонсор «Тигрес» — Cemex — второй по величине производитель цемента в мире.
- «Сантос Лагуна» (Торреон) — матчи наиболее важны именно для «Сантоса», поскольку в штате Коауила это единственная футбольная команда столь высокого уровня, а соседские противостояния с «Монтерреем» и «УАНЛ Тигрес» становятся для «Сантоса Лагуны» принципиальными.